# Dobrinka (Lipezk)
Dobrinka (russisch Добринка) ist eine Siedlung in der Oblast Lipezk (Russland) mit 9572 Einwohnern (Stand 14. Oktober 2010).

## Geographie

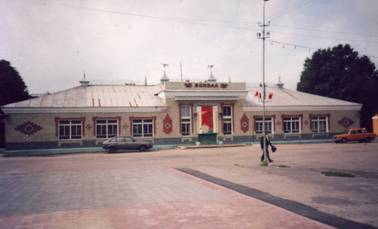
Bahnhof Dobrinka

Die Siedlung liegt in den Waldsteppengebieten im südöstlichen Teil der Oblast, etwa 75 Kilometer Luftlinie südöstlich des Oblastverwaltungszentrums Lipezk.
Dobrinka ist Verwaltungszentrum des Rajons Dobrinski und Sitz der Stadtgemeinde Possjolok Dobrinka, zu der neben der Siedlung noch die zwei Dörfer Fjodorowka (etwa 4 km nördlich der Ortsmitte) und Woskressenowka (6 km südöstlich) gehören.

## Geschichte
Der Ort wurde am 30. Mai 1802 von Umsiedlern aus der Kleinstadt Dobry des Ujesds Lebedjan im Gouvernement Tambow (heute Dorf Dobroje und ebenfalls Rajonzentrum in der Oblast Lipezk) gegründet und nach dieser Dobrinskije Wysselki benannt (wysselki bezeichnet im Russischen durch Aussiedlung entstandene Höfe oder Orte). Später bürgerte sich die Kurzform Dobrinka ein. Im 19. Jahrhundert war zeitweise auch der Name Bachtino üblich, nach dem Besitzer des Dorfes. Das Dorf gehörte zum Ujesd Usman, ebenfalls im Gouvernement Tambow.
1869 wurde die Eisenbahnstrecke Grjasi – Borissoglebsk am Dorf vorbeigeführt und eine Bahnstation eröffnet. 1871 erfolgte die Verlängerung der Strecke bis Zarizyn (heute Wolgograd) an der Wolga, was zu einem wirtschaftlichen Aufschwung führte.
Mit der Schaffung eines Rajons 1928 wurde Dobrinka zu dessen Verwaltungssitz.
1967 erfolgte der Zusammenschluss mit dem nahen Dorf Tschujewka und den kleineren Ortschaften Nikolskoje und Tschamlytschok, mit denen es mittlerweile faktisch zusammengewachsen war, vereinigt und erhielt den Status einer Siedlung städtischen Typs, den es aber 2005 wieder verlor. Trotzdem wurde er im Rahmen der Verwaltungsreform in Russland Sitz einer Stadtgemeinde.

### Bevölkerungsentwicklung
| Jahr | Einwohner |
| ---- | --------- |
| 1897 | 1.160     |
| 1939 | 2.702     |
| 1959 | 2.973     |
| 1970 | 8.009     |
| 1979 | 9.381     |
| 1989 | 9.673     |
| 2002 | 10.153    |
| 2010 | 9.572     |

Anmerkung: Volkszählungsdaten

## Kultur und Sehenswürdigkeiten
Seit 2002 existiert in Dobrinka ein Literatur- und Heimatmuseum. An Stelle einer alten, in den 1930er-Jahren zerstörten Kirche entstand ab 2000 eine neue.

## Persönlichkeiten
Von 1888 bis 1889 arbeitete der junge Alexei Peschkow, später berühmt als Schriftsteller Maxim Gorki, auf dem Bahnhof Dobrinka als Nachtwächter und war in einem Wohnheim für ledige Angestellte untergebracht. Dieser Lebensabschnitt spiegelt sich in der autobiographischen Erzählung Der Nachtwächter (Storosch) wider; außerdem schrieb er nach Motiven einer dort gehörten Geschichte die Erzählung Das Opfer der Langeweile (Skuki radi). Aus diesem Grund stand in Dobrinka zunächst bis in die 1990er-Jahre ein Maxim-Gorki-Denkmal; 2002 wurde aus Anlass des 200-jährigen Bestehens des Ortes ein neues Denkmal errichtet.

## Wirtschaft und Infrastruktur
Dobrinka als zentrum eines Landwirtschaftsgebietes verfügt vorwiegend über Betriebe der Lebensmittelindustrie, darunter eine große, 1979 errichtete Zuckerfabrik.
Der Ort liegt an der von der Südost-Eisenbahn betriebenen Bahnstrecke Grjasi – Wolgograd, Teil einer der Verbindungen zwischen Zentralrussland unt unterer Wolga (Streckenkilometer 523 ab Moskau). Straßenverbindung besteht ebenfalls in Richtung Grjasi sowie zur gut 15 km südöstlich, unweit der Siedlung Mordowo vorbeiführenden Fernstraße R193 Woronesch – Tambow.